# 西亚和北非古代文化研究所
西亚和北非古代文化研究所（Institute for the Study of Ancient Cultures, West Asia & North Africa；ISAC），原名东方研究所（Oriental Institute），是芝加哥大学的一个古代文化研究中心、考古博物馆。1919年，该研究所由詹姆斯·亨利·布雷斯特德成立，得到小约翰·D·洛克菲勒赞助。除去近东之外，其研究范围也包括西南亚和埃及。

## 历史

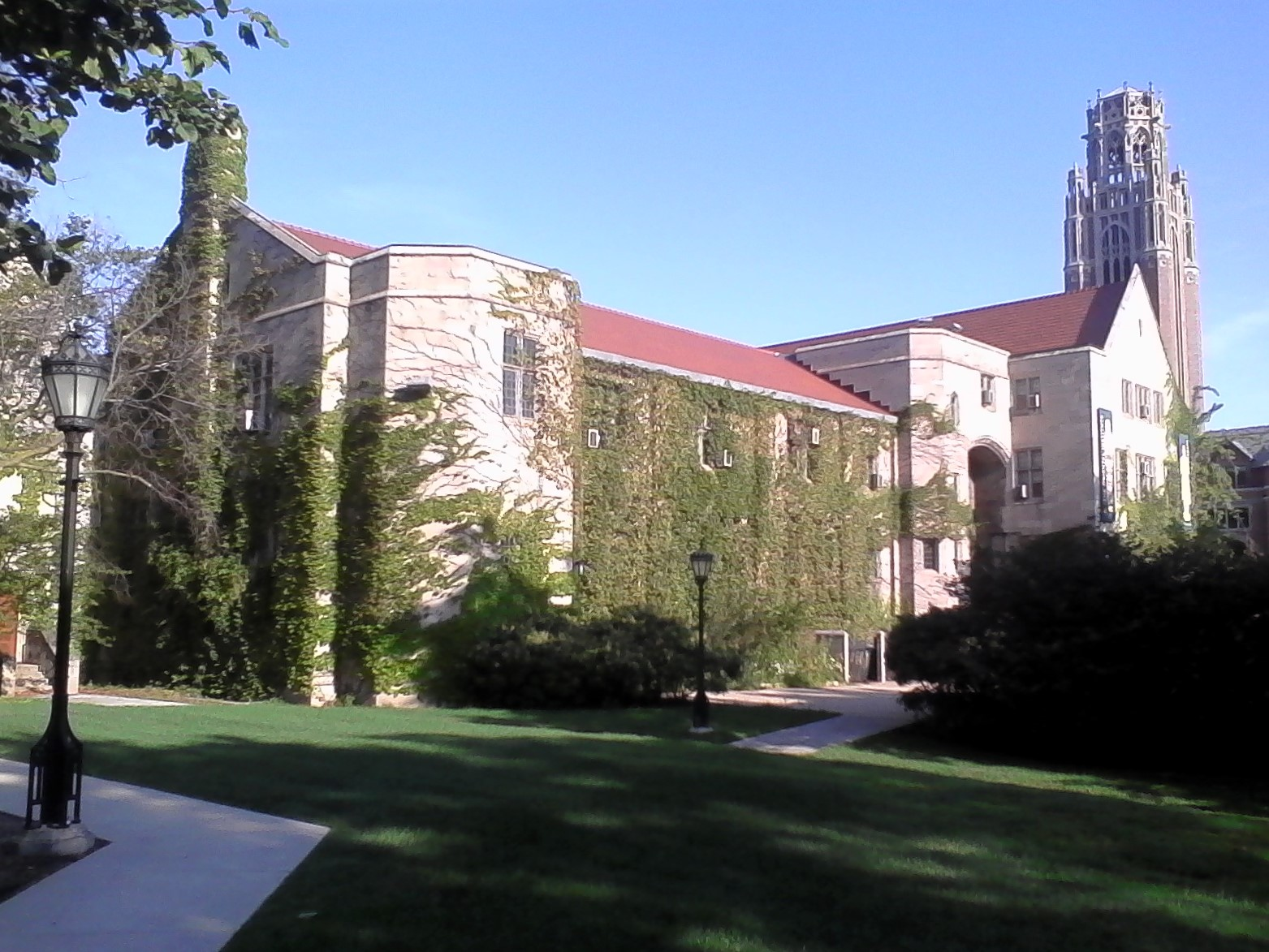
研究所建筑

20世纪初，詹姆斯·亨利·布雷斯特德为芝加哥大学的哈斯凯尔东方博物馆（Haskell Oriental Museum）收集了不少藏品，他想建立一个研究所，用来研究西方文明在古代中东地区的起源。
第一次世界大战接近尾声，布雷斯特德写信给小约翰·D·洛克菲勒，提议建立东方研究所，希望战争结束后学者们可以继续前往中东进行研究。洛克菲勒承诺在五年内为东方研究所提供5万美元，还向芝加哥大学校长哈里·普拉特·贾德森（Harry Pratt Judson）保证会再提供5万美元。1919年5月，东方研究所成立。
研究所建筑属装饰艺术/哥特式风格，1930年竣工，1931年启用。
1990年代，托尼·威尔金森在该研究所成立了“古代中东景观中心”（Center for Ancient Middle Eastern Landscapes），通过景观考古学和空间数据分析中东。
2023年3月，芝加哥大学宣布将给研究所改名，以避免使用出现贬义的“东方”一词，并更准确地反应研究所研究范围。2023年4月，它更名为西亚和北非古代文化研究所。

## 研究

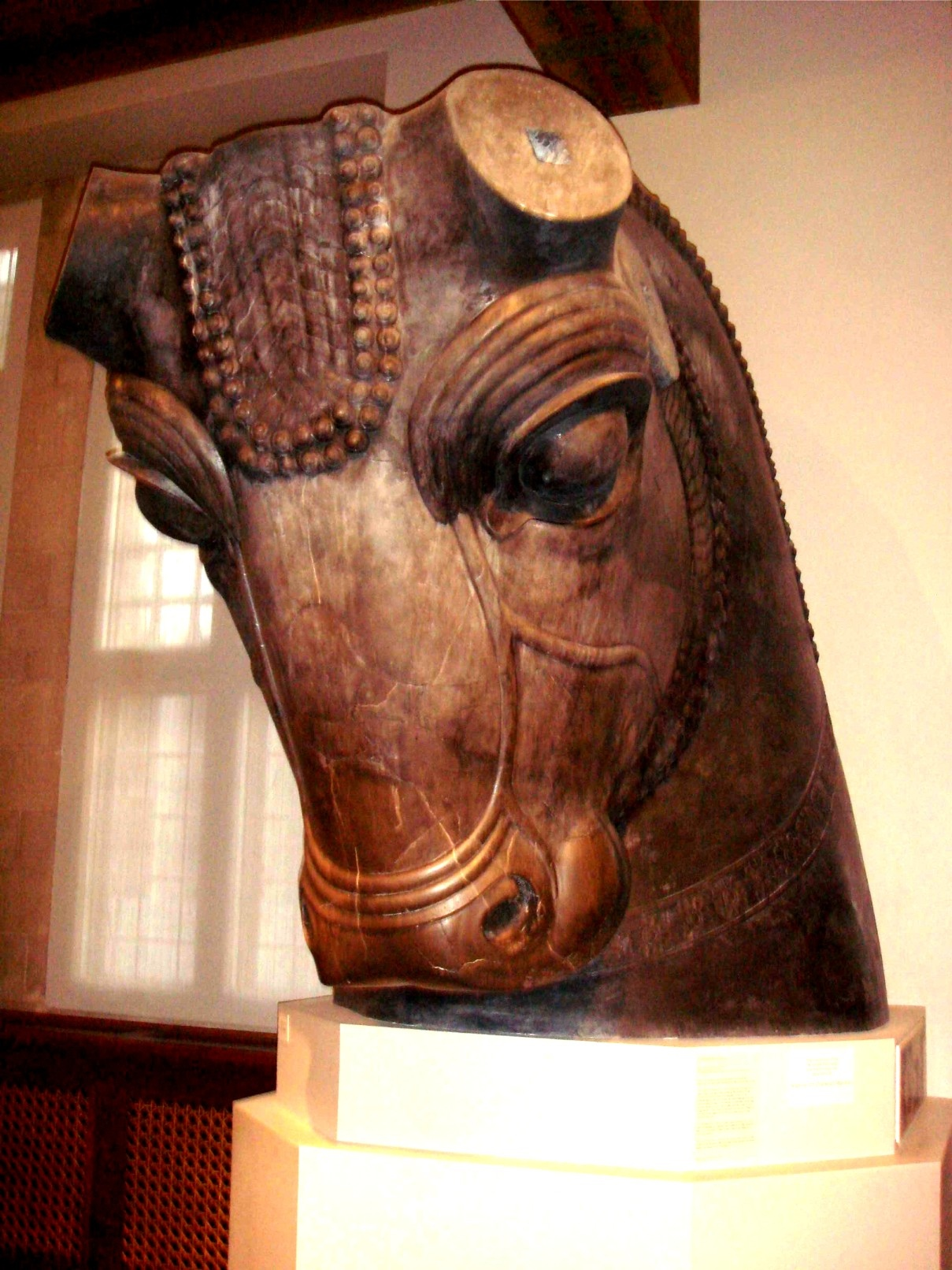
曾经守卫波斯波利斯百柱厅入口的公牛头

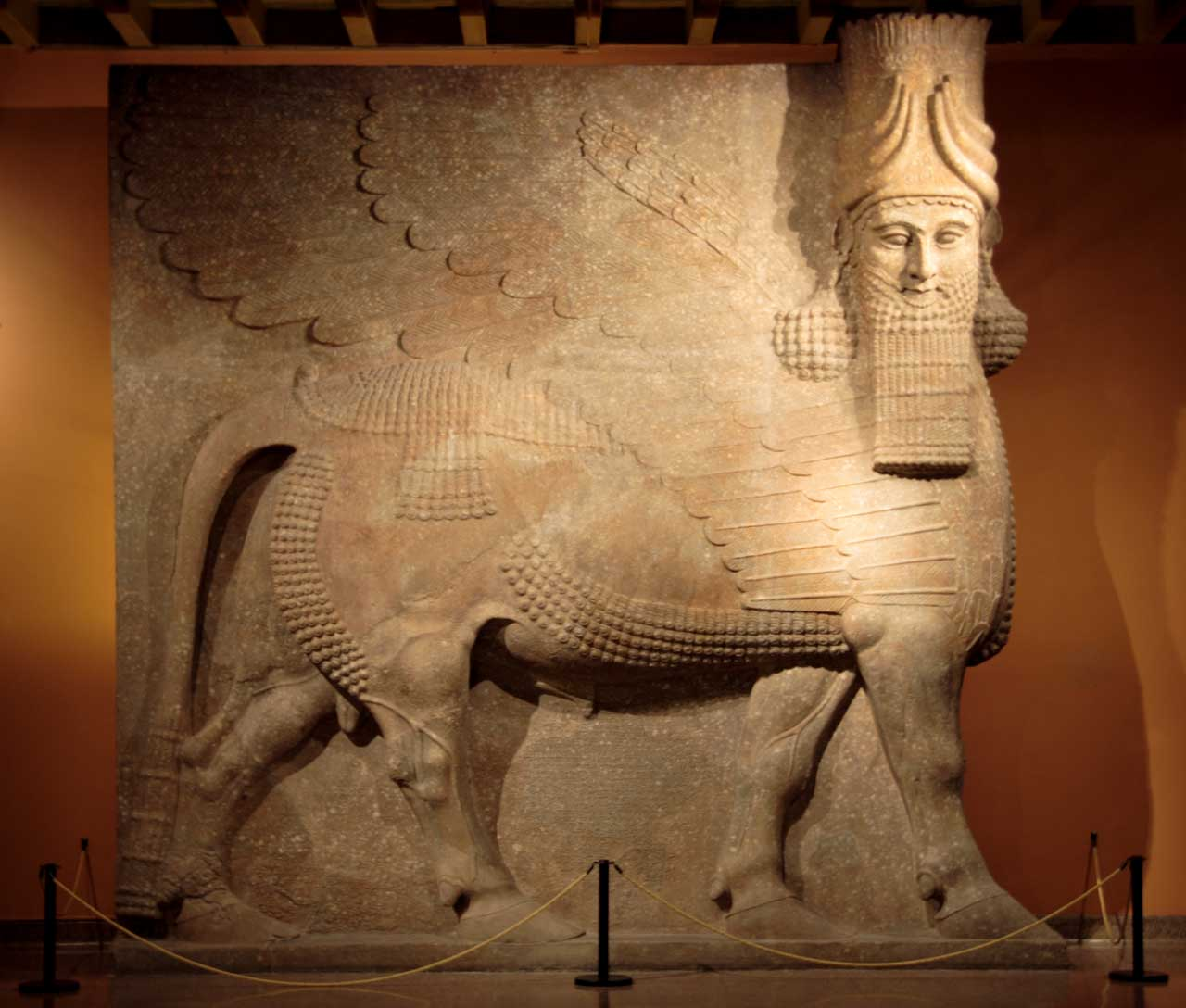
来自杜尔舍鲁金薩爾貢二世宫殿的拉玛苏像

ISAC博物馆拥有不少埃及、以色列、叙利亚、土耳其、伊拉克和伊朗出土的文物，如米吉多的象牙、波斯的珍宝、卢里斯坦青铜器、杜尔舍鲁金的拉玛苏像和图坦卡蒙像。
2011年，研究所出版《芝加哥亚述词典》（Chicago Assyrian Dictionary，21卷）的最后一卷。《芝加哥赫梯词典》（Chicago Hittite Dictionar）和《芝加哥通俗词典》（Chicago Demotic Dictionary）也由该研究所编著 。

## 争议
1997年耶路撒冷本耶胡达街爆炸事件发生后，受害人向美国法院提起诉讼。2006年，联邦法院批准扣押、拍卖东方研究所博物馆的古波斯泥板，以赔偿受害者。这些泥板于1933年由芝加哥考古学家在伊朗波斯波利斯发现，依法归伊朗國家博物館和伊朗文化遗产、旅游和手工艺部所有。1937年伊朗将其借给研究所研究，并从此一直由东方研究所保管。
这些公元前500年的阿契美尼德（或波斯波利斯）泥板记录了当时波斯人的日常生活情况，用埃蘭語写成。随着研究不断推进，东方研究所一直在不断分批归还这些泥板，到案发时还没有还完。上诉后，法院推翻之前的判决，2018年美国最高法院维持二审判决。